# Altiplano Granadino
El Altiplano Granadino es una subregión española formada por las comarcas de Huéscar y Baza, al noreste de la provincia de Granada.

## Geografía
El Altiplano consiste en una planicie elevada, de 700 a 1000 metros, rodeada por varias cadenas montañosas entre las que destacan la Sierra de Castril y Sierra del Pozo al norte, la Sierra de Orce y Sierra de María al oeste, y la Sierra de Baza al sur. El área comprende la Hoya de Baza y los valles de los ríos Galera, Bravatas y Guardal. Se cree que hace aproximadamente ocho millones de años, el Altiplano formaba una enorme ensenada que conectaba el Atlántico con el mar Mediterráneo. A medida que la actividad de formación de las montañas asociada con Sierra Nevada elevó el terreno, el nivel del mar descendió y formó temporalmente un lago interior, que finalmente se drenó. La geología del Altiplano se caracteriza por sedimentos oceánicos cementados de manera natural y dispuestos horizontalmente.

### Clima
Las precipitaciones en la zona son escasas, aunque se dan sobre las montañas circundantes y genera una serie de ríos.